# ترافيس بين
ترافيس بين (بالإنجليزية: Travis Bean)‏ هو صانع آلة موسيقية ‏ أمريكي، ولد في 21 أغسطس 1947 في كاليفورنيا في الولايات المتحدة، وتوفي في 10 يوليو 2011 في بربانك في الولايات المتحدة بسبب سرطان.

## وصلات خارجية
- الموقع الرسمي